# Simon Peak
Der Simon Peak ist ein rund 1000 m hoher Berg im Nordwesten der Alexander-I.-Insel vor der Westküste der Antarktischen Halbinsel. Er ragt nordöstlich von Umber Island an der Westseite der Havre Mountains auf.
Wahrscheinlich sichteten ihn erstmals im Januar 1909 Teilnehmer der Fünften Französischen Antarktisexpedition (1908–1910) unter der Leitung des Polarforschers Jean-Baptiste Charcot. Benannt ist der Berg nach Alec Edward Simon (* 1947), der für den British Antarctic Survey als Flugzeugmechaniker in den antarktischen Sommern zwischen 1972 und 1976 auf der Adelaide-Insel tätig war.